# Pandanus subcylindricus
Pandanus subcylindricus är en enhjärtbladig växtart som beskrevs av Harold St.John. Pandanus subcylindricus ingår i släktet Pandanus och familjen Pandanaceae.
Artens utbredningsområde är Nya Kaledonien. Inga underarter finns listade.